# Perizoma albulata
Perizoma albulata és una espècie de lepidòpter ditrisi de la família dels geomètrids (Geometridae). La papallona té una envergadura de 10 a 12 mm. L'espècie hiberna com a pupa a terra. Les larves s'alimenten de les llavors de Rhinanthus minor.